# Rovezzano
Rovezzano è un rione del comune di Firenze, posta al confine orientale del territorio comunale. Appartiene amministrativamente al Quartiere 2 Campo di Marte.

## Storia

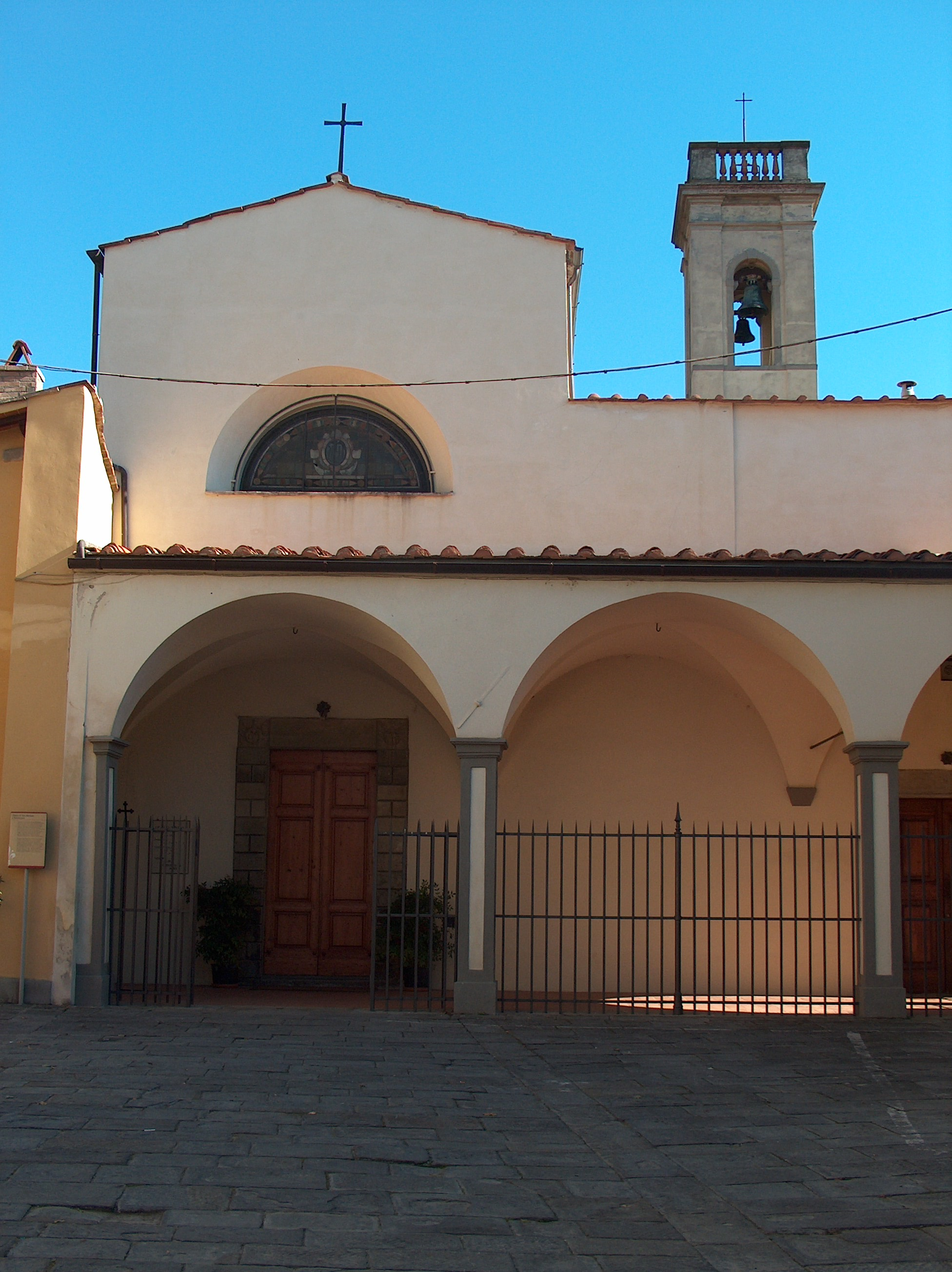
San Michele a Rovezzano, XII secolo

Fu sede di un comune autonomo dal 1808, quando fu staccato dal comune di Bagno a Ripoli per decisione del governo francese della Toscana; il suo territorio si estendeva per circa 12 km², confinava con i comuni di Firenze, Fiesole e Bagno a Ripoli e comprendeva, oltre al capoluogo, le frazioni di San Salvi, Varlungo e Settignano.
Nel 1865 il comune di Rovezzano venne soppresso col R.D. 2412 26/7/1865, che prevedeva l'espansione del territorio comunale fiorentino (fino ad allora compreso nella cerchia delle mura) per mezzo della soppressione di alcuni comuni (oltre a Rovezzano scomparvero quelli di Pellegrino e Legnaia) e la riduzione territoriale di altri (Bagno a Ripoli, Galluzzo e Fiesole).
Il territorio di Rovezzano fu pertanto diviso tra il comune di Firenze, che si annetté le frazioni di San Salvi e Varlungo e quello di Fiesole, a cui andarono il capoluogo e Settignano.
Queste due ultime località sarebbero poi passate definitivamente al comune di Firenze nel 1910 (legge 435, 7 luglio), in occasione di un altro allargamento del territorio comunale del capoluogo toscano.
Al momento della soppressione il comune contava poco meno di 6 900 abitanti.

### Simboli
Il suo stemma raffigurava una macina (segno della presenza di numerosi mulini nella zona) su scudo portante l'arma degli Adimari (antichi signori del luogo) con sopra i simboli della città e del popolo di Firenze.

## Monumenti e luoghi d'interesse
- Castello di Montalbano
- Chiesa di San Michele a Rovezzano
- Chiesa di Sant'Andrea a Rovezzano
- Tabernacolo di Rovezzano
- Parco d'arte Enzo Pazzagli
- Villa Favard di Rovezzano

### Mulino di Sant'Andrea a Rovezzano

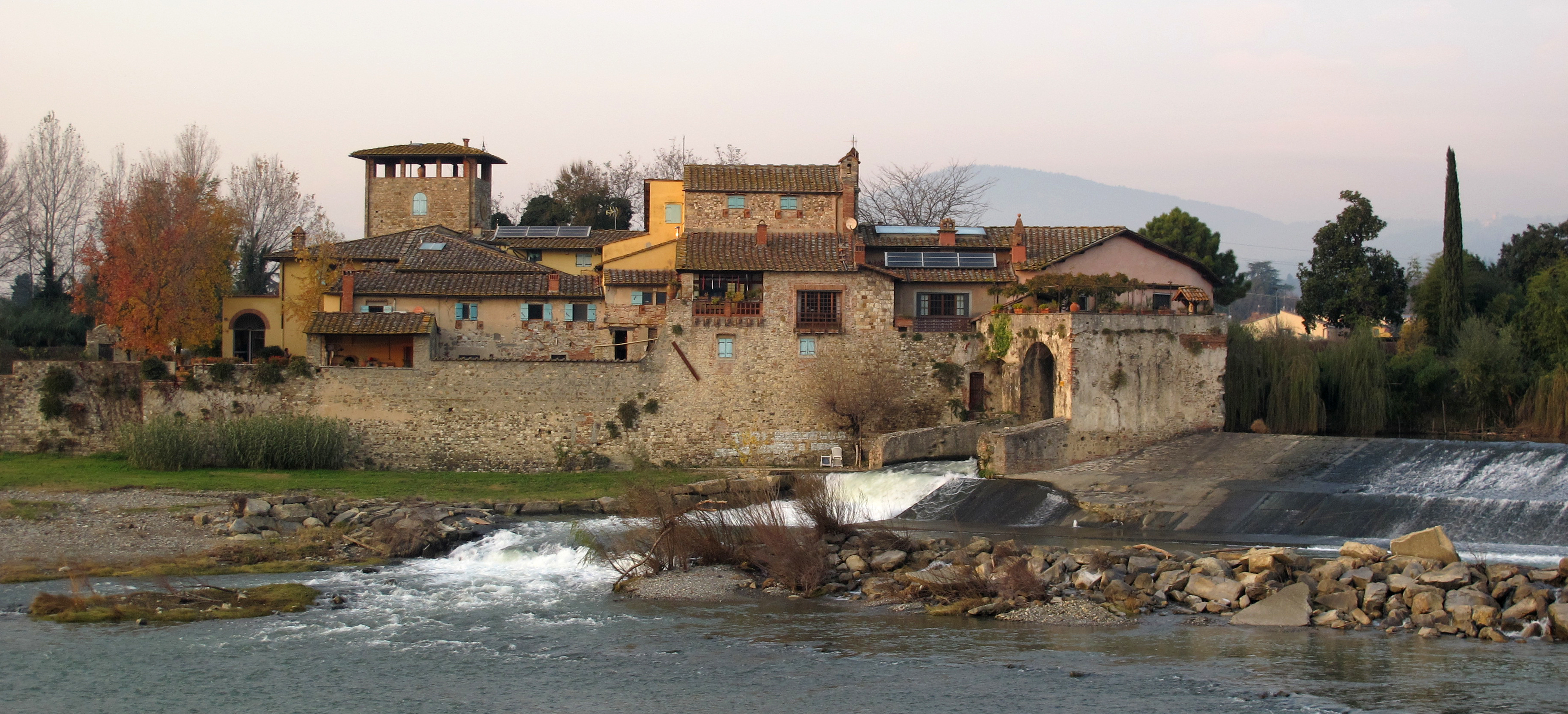
Il mulino di Rovezzano

Antico possedimento degli Albizzi, composto sia da mulini per i cereali che da gualchiere, si rinvengono notizie del mulino di Sant'Andrea a Rovezzano già dagli inizi del XV secolo presso le proprietà fondiarie degli Alessandri (ramo della famiglia Albizzi separatosi da essa nel 1372). Il complesso subì danni nelle due disastrose alluvioni dell'Arno, nel 1547 e nel 1557. Quest'ultima, che distrusse gran parte del complesso abitativo di Sant'Andrea, lasciò inoperante la struttura fino al 1559. La struttura ripristinata non scampò alla piena successiva del 1589 ed a quelle rilevanti degli anni a seguire.
Con i lavori di sistemazione della pescaia agli inizi del XVIII secolo, il mulino degli Alessandri fu messo più in sicurezza per la migliore canalizzazione delle acque del fiume. Nella rispettiva relazione del 1708 degli architetti preposti (Ferri, Foggini, Franchi) si intravede la conformazione dei vari corpi di fabbrica con l'antica torre merlata. La superficie coperta era di circa 2400 m², così composta:
1. il mulino del grano, a sud, adiacente alla pescaia con relativa terrazza di essiccazione
2. il mulino per la concia dei panni (“da gallonea” = ghianda di quercia da cui si ricavava il colore), nel centro della gora, inglobante l'antica torre
3. la dimora padronale collegata ai mulini con un ponticello

Nel 1826 il complesso immobiliare passò agli svizzeri Wital, che ammodernarono il sistema di macinazione e portarono altre migliorie. Il mulino Vitali si ampliò con la costruzione di un laboratorio meccanico per le riparazioni del mulino e di altri macchinari per la lavorazione dei campi. Nel 1863 erano ivi occupati una ventina di lavoranti (mugnai, barrocciai, ecc.). Nel primo dopoguerra il mulino Vitali cambiò destinazione e fu trasformato in una centrale idroelettrica, con smantellamento degli impianti di macina e la modifica dei sotterranei, che fornì energia a tutta la zona fino al secondo dopoguerra. Seguì, poi, la trasformazione del complesso immobiliare in residenza abitativa con frazionamento in varie unità private.
Il mulino si trova sulla sponda destra dell'Arno, all'altezza della pescaia di Sant'Andrea a Rovezzano, e non è da confondersi con un altro antico mulino posto sulla sponda opposta dello sbarramento. Anche quest'ultimo apparteneva in origine agli Albizzi, che lo vendettero alla Badia Fiorentina nel 1493. Nel corso dei secoli assunse diversi nomi, tra cui Molino di Badia, Molino Nuovo, Molino delle Guazzine e infine Mulino del Guasti. Il 15 settembre 2010 è stato inaugurato nella struttura l'hotel di lusso Mulino di Firenze.

## Infrastrutture e trasporti
Rovezzano è posta lungo la strada statale 67.
La fermata ferroviaria, posta lungo la linea Firenze-Roma, è servita da treni regionali svolti da Trenitalia nell'ambito del contratto di servizio stipulato con la Regione Toscana; nelle adiacenze della stessa è presente il doppio binario della parallela ferrovia "direttissima", il cui tracciato si dirama proprio da questa località.
Alla fine del XIX secolo fu inaugurata a cura della Società les Tramways Florentins una tranvia, in seguito classificata come linea 10 della rete tranviaria di Firenze, la quale venne completamente smantellata entro il 1958.